# Componentă electronică

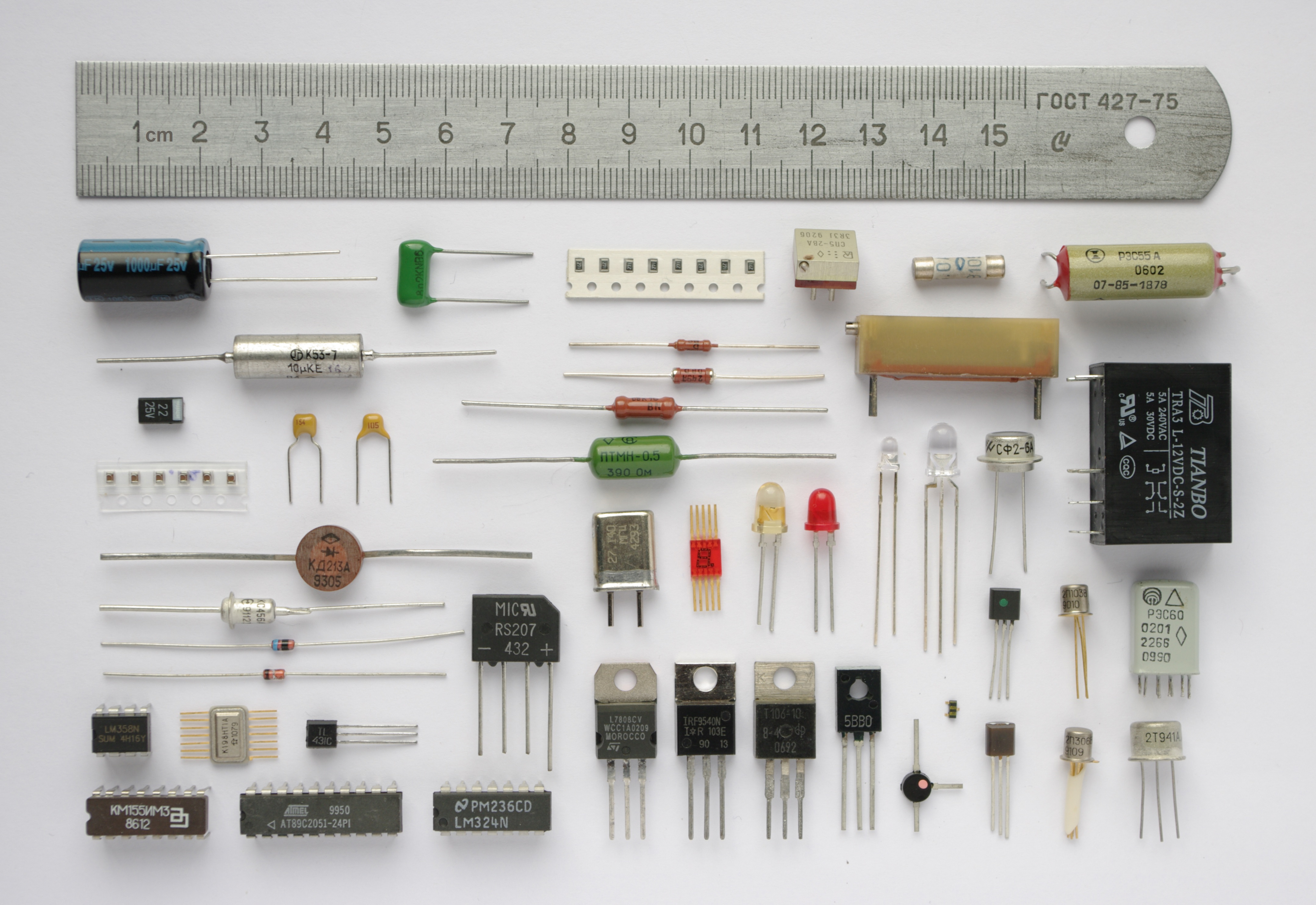
O largă varietate de componente electronice.

O componentă electronică este orice dispozitiv discret de bază sau o entitate fizică într-un sistem electronic utilizat pentru a influența electronii sau câmpurile asociate acestora. Componentele electronice sunt în mare parte produse industriale, disponibile într-o singură formă și nu trebuie confundate cu elementele electrice, care sunt abstracții conceptuale reprezentând componente electronice idealizate.
Componentele electronice au un număr de terminale sau cabluri electrice. Acești conductori se conectează la alte componente electrice, adesea prin cabluri, pentru a crea un circuit electronic cu o anumită funcție (de exemplu un amplificator, un receptor radio sau un oscilator). Componentele electronice de bază pot fi ambalate discret, sub formă de rețele sau rețele de componente asemănătoare sau integrate în interiorul pachetelor, cum ar fi circuite integrate cu semiconductoare, circuite integrate hibride sau dispozitive de film gros. Următoarea listă a componentelor electronice se concentrează pe versiunea discretă a acestor componente, tratând astfel de pachete drept componente în sine.

## Clasificare
Componentele pot fi clasificate ca pasive, active sau electromecanice. Definiția fizică strictă tratează componentele pasive ca fiind cele care nu pot furniza energie în sine, în timp ce o baterie ar putea fi văzută ca o componentă activă, deoarece acționează cu adevărat ca sursă de energie.
Cu toate acestea, inginerii electronici care efectuează analiza circuitului utilizează o definiție mai restrictivă a pasivității. Atunci când este vorba doar de energia semnalelor, este convenabil să se ignore așa-numitul circuit DC și să se pretindă că componentele de alimentare cu energie, cum ar fi tranzistorii sau circuitele integrate, sunt lipsiți (de parcă fiecare componentă a avut bateria proprie) acesta poate fi în realitate alimentat de circuitul DC. Apoi, analiza se referă doar la circuitul de curent alternativ, o abstracție care ignoră tensiunile DC și AC (și puterea asociată cu acestea) prezente în circuitul real. De exemplu, aceasta ficțiune ne permite să vedem un oscilator ca fiind "producătoare de energie" chiar dacă în realitate oscilatorul consumă și mai multă energie dintr-o sursă de curent continuu pe care am ales să o ignorăm. Sub această restricție, definim termenii utilizați în analiza circuitului ca:
- Componentele active se bazează pe o sursă de energie (de obicei din circuitul DC, pe care am ales să o ignorăm) și, de obicei, putem injecta energie într-un circuit, deși acest lucru nu face parte din definiție.[1] Componentele active includ componente de amplificare, cum ar fi tranzistori, tuburi vid de triod (valve) și diode tunel.
- Componentele pasive nu pot introduce energie netă în circuit. De asemenea, nu se pot baza pe o sursă de energie, cu excepția celor disponibile din circuitul specificat (AC) la care sunt conectați. Ca urmare, ele nu pot amplifica (cresc puterea unui semnal), deși pot crește o tensiune sau curent (cum ar fi un transformator sau un circuit rezonant). Componentele pasive includ componente cu două terminale, cum ar fi rezistențe, condensatoare, inductoare și transformatoare.

- Componentele electromecanice pot efectua operațiuni electrice prin utilizarea pieselor în mișcare sau prin utilizarea unor conexiuni electrice.

## Componente active

### Semiconductori

#### Diode
Conduce electricitatea cu ușurință într-o direcție, printre comportamente mai specifice.
- Diodă, redresor, punte diodă

- Diodă Schottky (diodă purtătoare la cald) - diodă super rapidă cu cădere de tensiune mai mică înainte

- Diodă Zener - trece curentul în direcție inversă pentru a furniza o referință de tensiune constantă

- Diodă supresoare de tensiune tranzitorie (TVS), unipolară sau bipolară - utilizată pentru absorbția vârfurilor de înaltă tensiune

- Varicap, dioda de tuning, varactor, diodă cu capacitate variabilă - o diodă a cărei capacitate AC variază în funcție de tensiunea DC aplicată.

- Diodă emițătoare de lumină (LED) - o diodă care emite lumină

- Fotodiodă - trece curentul proporțional cu lumina incidentă

- Celulele solare, celulele fotovoltaice, panoul fotovoltaic sau panoul - produc energie din lumină

- DIAC (diodă pentru curent alternativ), Trigger Diode, SIDAC) - adesea folosit pentru a declanșa un SCR

- Diodă cu curent constant

- Cooler Peltier - o pompă de căldură semiconductoare

- Diodă tunel - diodă foarte rapidă bazată pe tuneluri mecanice cuantice.

### Tranzistori
Tranzistorii au fost considerați invenția secolului al XX-lea care a schimbat circuitele electronice pentru totdeauna. Un tranzistor este un dispozitiv semiconductor folosit pentru amplificarea și comutarea semnalelor electronice și a energiei electrice.

#### Tipuri de tranzistori
- Transistor de joncțiune bipolară (BJT sau simplu "tranzistor") - NPN sau PNP
  - Fototranzistor - fotodetector amplificat
  - Transistor Darlington - NPN sau PNP
  - Fototransistor Darlington - fotodetector amplificat
- Perechea Sziklai (tranzistor compus, Darlington complementar)

- Tranzistor cu câmp de efect (FET)
  - JFET (tranzistor cu efect de câmp joncțiune) - N-CHANNEL sau P-CHANNEL
  - MOSFET (semiconductor cu efect de câmp de oxid metalic) - N-CHANNEL sau P-CHANNEL
  - MESFET (FET din metal semiconductor)
  - HEMT (tranzistor cu mobilitate ridicată a electronilor)